# جابتشاي
جابتشاي (هانغل: 잡채) هو طبق مالح وحلو قليلاً من المعكرونة الزجاجية المقلية والخضروات التي تحظى بشعبية كبيرة في المطبخ الكوري. يتم تحضير جابتشاي عادةً باستخدام نودلز سيلوفان (당면، 唐麵)، وهو نوع من النودلز المصنوعة من نشا البطاطا الحلوة. تُمزج المعكرونة مع الخضار المتنوعة واللحوم والفطر وتُتبل بصلصة الصويا وزيت السمسم.
كان جابتشاي في السابق طبقًا ملكيًا، وأصبح الآن واحدًا من أكثر أطباق الاحتفالات التقليدية شعبية، وغالبًا ما يتم تقديمه في المناسبات الخاصة، مثل حفلات الزفاف وأعياد الميلاد (عيد الميلاد الأول، والستين)، والأعياد. كما أنها تحظى بشعبية كبيرة في المآدب والحفلات وتشارك الطعام، نظرًا لسهولة تحضيرها بكميات كبيرة وتقديمها المرن: يمكن تقديم الجابتشاي دافئًا، في درجة حرارة الغرفة، أو باردًا من الثلاجة، ويمكن تقديمه ليؤكل طازج أو في اليوم التالي.
يتم تقديم جابتشاي عادةً كطبق بانشان (طبق جانبي)، على الرغم من أنه يمكن أيضًا تناوله كطبق رئيسي. يتم تقديمه أحيانًا على طبقة من الأرز: يُعرف مع الأرز باسم جابتشاي باب (잡채밥).